# Katalog (Literatur)
Ein Katalog (altgriechisch κατάλογος katálogos zu καταλέγειν katalégein, deutsch ‚hersagen‘, ‚aufzählen‘) ist eine Form der Faktendarstellung. Sie wurde häufig in der antiken Literatur im Epos oder der hellenistischen Geschichtsschreibung verwendet. Autoren wie Kallimachos und Thukydides gebrauchten Kataloge. Ein weiteres prominentes Beispiel ist der Schiffskatalog im 2. Gesang der Ilias von Homer.